# Дъгрей Скот
Дъгрей Скот (на английски: Dougray Scott, роден на 25 ноември 1965 г.) е шотландски актьор.

## Ранен живот
Скот е роден като Стивън Дъгрей Скот в областния център град Гленродис, област Файф, син на Елма, медицинска сестра и Алан Скот, актьор и продавач.

## Кариера
Скот започва кариерата си в областта на регионалния театър, телевизията и куклени шоупрограми. Един от първите му големи проекти е Soldier Soldier през 1991 година.

## Личен живот
През април 2000 г. Скот се жени за кастинг директора Сара Тревис (Sarah Trevis); от нея има близнаци. През 2005 се развеждат. На 8 юни 2007 г. Скот се жени повторно за актрисата Клеър Форлани (Claire Forlani) в Италия.

## Филмография
- Soldier Soldier (1991) (TV сериал) (1995)
- Princess Caraboo (1994)
- The Crow Road (1996) (мини сериал)
- Regeneration (1997)
- Twin Town (1997)
- Ever After (1998)
- Deep Impact (1998)
- Gregory's Two Girls (1999)
- This Year's Love (1999)
- Faeries (1999) (глас)
- Mission: Impossible II (2000)
- The Miracle Maker (2000) (TV)
- Arabian Nights (2000) (TV)
- Enigma (2001)
- Ripley's Game (2002)
- The Poet (2003)
- To Kill a King (2003)
- The Truth About Love (2004)
- Things To Do Before You're 30 (2004)
- Dark Water (2005)
- „Отчаяни съпруги“ (Desperate Housewives, 2006 – 2007)
- The Ten Commandments (2006) (TV мини сериал)
- Heist – The Series (2006) (TV сериал)
- Hitman (2007)
- Perfect Creature (2007)
- Dr. Jekyll and Mr. Hyde (2008) (TV)
- False Witness (2009) (TV мини сериал)